# Winterbienen

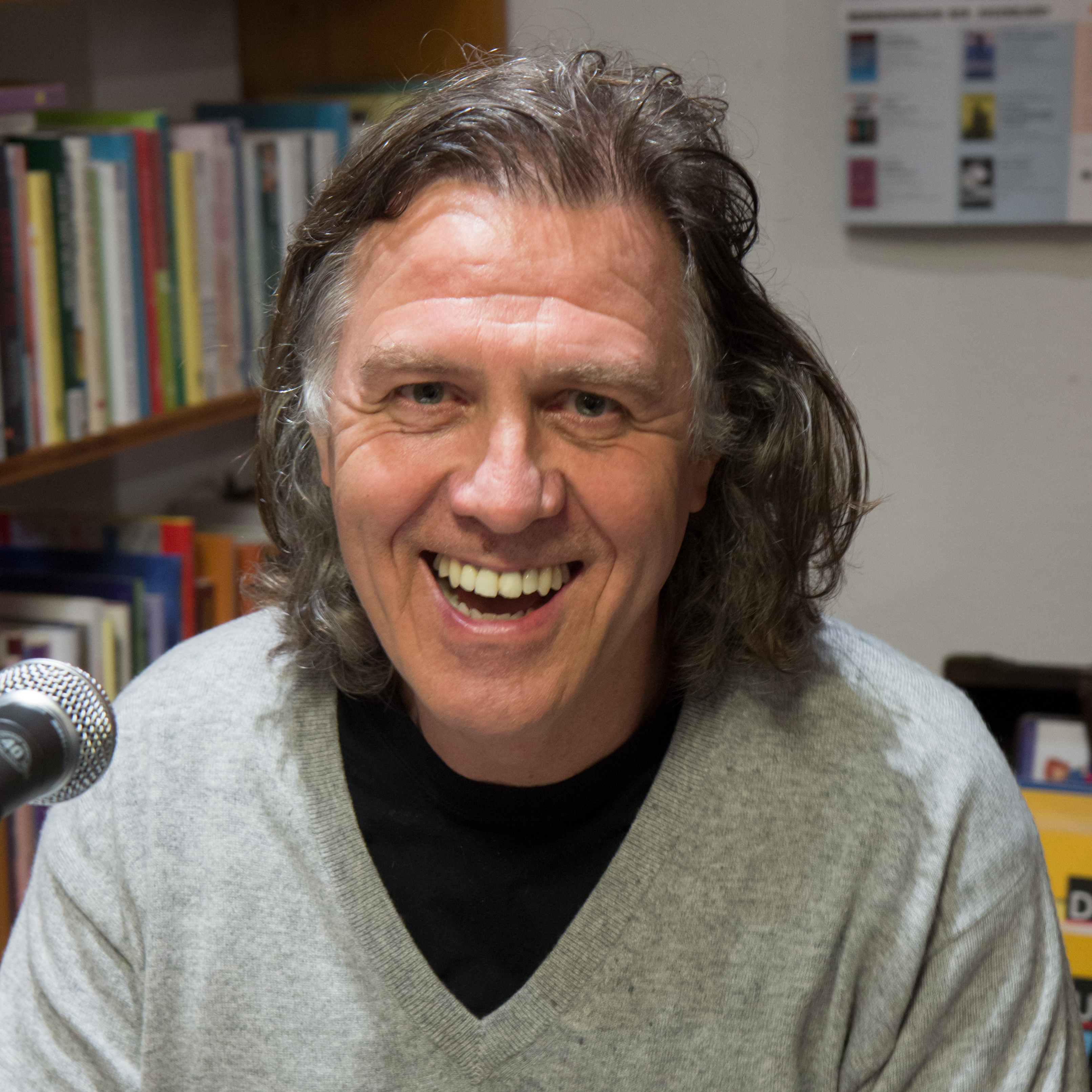
Norbert Scheuer (2013)

Winterbienen ist ein Roman des deutschen Autors Norbert Scheuer mit Illustrationen von Erasmus Scheuer. Er ist erstmals im Juli 2019 im C. H. Beck Verlag erschienen. Die Geschichte spielt im Jahr 1944 während des Zweiten Weltkriegs in Urft, im Westen von Deutschland. Der Roman hat durch die vom Autor gewählte Tagebuchform einen Wahrheitsanspruch, obwohl die Handlung nicht auf wahren Begebnissen beruht. Das Buch erhielt skeptische, aber gleichzeitig sehr gute Kritiken und schaffte es auf die Shortlist des Deutschen Buchpreises 2019. Es gewann außerdem den Wilhelm-Raabe-Literaturpreis 2019 sowie 2020 den Evangelischen Buchpreis und hielt sich monatelang in der Spiegel-Bestsellerliste.

## Inhalt
Der Roman «Winterbienen» handelt von dem fiktiven Imker und Epileptiker Egidius Arimond, welcher in Form eines Tagebuchs sein Leben während des Zweiten Weltkriegs beschreibt. Dieses Tagebuch versteckt Egidius bei seinen Bienen. Dort drin hält er seine Bienenbeobachtungen fest, schreibt aber auch alle seine täglichen Erlebnisse und Kindheitserinnerungen nieder.
Egidius zeichnet sehr genau die amerikanischen und britischen Kampfflieger auf, die über sein Dorf fliegen. Er kann diese schon anhand ihres Geräuschs bestimmen, denn er hat dies als Kind mit seinem flugzeugbegeisterten Bruder Alfons immer geübt. Abgesehen von den Fliegern schreibt er auch sonstige Neuigkeiten zum voranschreitenden Krieg nieder sowie schließlich auch die Belagerung seines eigenen Dorfs. In seinem Tagebuch beschreibt Egidius auch seine epileptischen Anfälle, die ihn oft in Schwierigkeiten bringen, weswegen er Medikamente benötigt. Diese Medikamente sind allerdings sehr teuer und schwer zu bekommen, weshalb ihm Alfons, welcher im Krieg kämpft, regelmäßig Medikamente schickt. Nun ist allerdings schon lange kein Brief mehr gekommen, wodurch Egidius große Probleme hat, seinen Körper zu kontrollieren. Um Geld zu verdienen, hilft er diversen Flüchtlingen zu fliehen. Meistens versteckt er die Flüchtlinge erstmal ein paar Tage in seinem geheimen Bunker, um sie dann bei seinen Bienentouren in präparierten Bienenkästen zur belgischen Grenze zu bringen. Die Informationen, wann Transporte nötig werden, erhält Egidius durch verschlüsselte Botschaften in Büchern der Dorfbibliothek. Dorthin geht Egidius auch aus einem anderen Grund oft und gerne geht, denn er versucht, mehr über seinen Vorfahren Ambrosius zu erfahren, der seinerseits im späten Mittelalter Bienen züchtete und darüber genaue Aufzeichnungen hinterlassen hat. Neben seinen Anfällen und seinen liebevollen vermenschlichten Bienenbeschreibungen, berichtet Egidius auch über seine Frauenbeziehungen im Dorf die für einen Kranken sehr vielseitig und intensiv sind. Zum Schluss des Buches erfahren die Leser durch den Autor, dass Egidius bei seiner Bienentour in ein Minenfeld gelaufen ist und dadurch tödlich verunglückte.

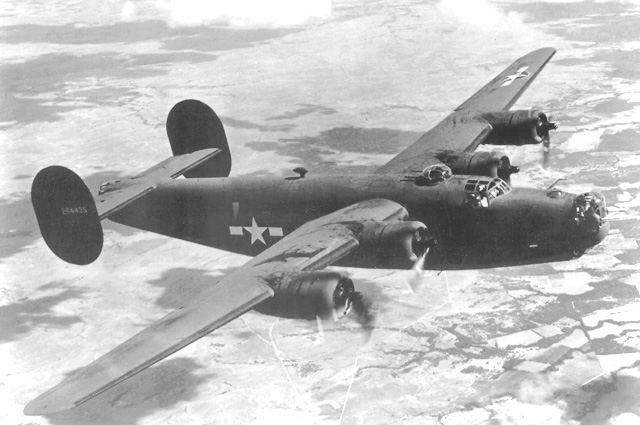
B-24 Liberator

Das Tagebuch von Egidius umfasst also ein sehr erlebnisreiches Leben, in welchem viel Spannendes passiert, sei es Krieg, Bienen, Schmuggel oder ein epileptischer Anfall.

## Figuren

### Egidius Arimond
Egidius ist der Ich-Erzähler und ist wahrscheinlich in seinen vierziger Jahren. Er züchtet Bienen (Mellifera Carnica), dieselben die sein Vorfahre Ambrosius einst gezüchtet hat. Außerdem ist er Lehrer für Geschichte und Latein.
Er ist Hitler und dem Krieg abgeneigt, da er wegen seiner Epilepsie zwangssterilisiert wurde. Trotzdem hat er eine ausgeprägte Leidenschaft für Frauen.
Wegen seiner Epilepsie muss Egidius teure Medikamente kaufen, die er durch den Schmuggel von Flüchtlingen über die belgische Grenze finanziert.

### Ambrosius Arimond
Ambrosius ist Egidius Vorfahre und lebte als christianisierender Benediktinermönch um 1500. Er wurde jedoch später exkommuniziert, da er wie Egidius eine Schwäche für Frauen hatte und dadurch eine Affäre mit einem Bauernmädchen begann.
Ambrosius züchtete als einer der Ersten die Bienenart Mellifera Carnica.
Egidius beschäftigt sich mit Ambrosius alten Texten, in welchen die Geschichten von Cusanus Herzen und dessen Reise festgehalten sind.

### Alfons Arimond
Alfons ist Egidius jüngerer, aber überlegener Bruder. Er ist Romanschreiber und Kriegspilot. Er schreibt Egidius wenn möglich Briefe, in welchen er von Geschehnissen an der Front berichtet und ihm Luminal (Medikament gegen Epilepsie) schickt.

### Maria
Maria ist eine Frau aus dem Dorf in dem Egidius wohnt. Ihr Mann ist an der Front, weshalb sie sich auf eine Affäre mit Egidius einlässt.
Nach dem Tod ihres Mannes zieht sie bei Egidius ein und kümmert sich um ihn in der Zeit, in der Egidius seine Medikamente fehlen.

### Franz
Franz ist Marias Sohn. Er will später genauso wie Egidius Bienenzüchter werden und hilft ihm deshalb auch oft bei seiner Imkerarbeit.

### Charlotte
Charlotte ist die Frau eines NSDAP-Kreisleiters. Sie zieht neu ins Dorf, wo sie eine Anstellung in der Bibliothek beginnt. Dabei sticht sie Egidius sofort ins Auge und wird für kurze Zeit zu einer von seinen Affären.

### Sanny
Sanny ist Egidius Cousine und besitzt eine Gaststätte, wo sie als Gastwirtin arbeitet. Egidius besucht Sanny sehr oft und erfährt dort jeweils Neuigkeiten. Er fühlt sich außerdem zu ihr hingezogen, beschreibt sie als sehr schön und wohlriechend und bewundert ihr Klavierspiel.

### Cusanus
Cusanus war ein berühmter Philosoph und Theologe im 15. Jahrhundert, welcher einst Bischof von Brixen war. Als er auf einer Reise starb, wurde beschlossen, dass sein Herz zurück in seine Heimat gebracht werden muss. Dies endete jedoch in einer Katastrophe, wobei das Fuhrwerk in einem Bergsee landete. Darauf folgte eine Rettungsaktion, bei welcher auch Ambrosius dabei war, welchem es schließlich gelang das Herz zu bergen und zurück in seine Heimat zu bringen.

## Interpretation

### Notizen als Selbsttherapie
Der Autor innerhalb der Diegese, Egidius Arimond, notiert sich seine Gedanken als eine un-/bewusste Selbsttherapie. Im folgenden Text wird diese Interpretation anhand von Beispielen plausibilisiert.
Sein psychischer Zustand scheint, wie man aus der Figurenanalyse entnehmen kann, labil zu sein. So kann es für Egidius hilfreich sein, seine Gedanken aufzuschreiben wie auch er selbst dies erwähnte (S. 15). Dadurch wird die Notwendigkeit einer Therapie deutlich. Außerdem verwendet er in seinen Notizen verschiedene rhetorische Mittel, um das Unaussprechliche und Unbewusste in Worte zu fassen und somit zu verarbeiten. Das wird in den folgenden Beispielen aufgezeigt:
Die Verkäuferin wird hasenartig (S. 24) beschrieben, was man im deutschen Sprachraum als ignorant interpretieren kann (vgl. „Mein Name ist Hase [...]“). Sie scheint auch mentale Probleme zu haben, denn „[...] manchmal redet sie mit sich selbst und zählt die Brote oder summt leise vor sich hin.“ (S. 24). Dadurch wirkt sie, als ob sie die Krisensituation nicht wahrhaben will. Dies muss für den Hauptcharakter schwer zu verstehen sein, da er selbst, durch seine Zwangssterilisation, Zeuge dieser Krisensituation wurde (S. 41).
Egidius verwendet aber vor allem eine Vielzahl von Bienenallegorien. Dabei beschreibt er mittels Bienen den Bestandteil der Naziideologie, welche er wahrscheinlich nicht im Zusammenhang mit Menschen formulieren könnte, und kritisiert diese (z. B. S. 22–23, S. 18–19). Er beschönigt auch seine Zeit im Bunker, indem er diese mit Bienen verbindet. So beschreibt er die Menschenmenge im Bunker als Traube, sowie er es auch bei den Bienen tut (S. 18/252).
Ein weiteres Beispiel eines Euphemismus wäre die Beschreibung der toten Bienen, welche wahrscheinlich für die Bombenopfer (S. 260) oder die Kriegsopfer (S. 8) stehen. Ohne diese Beschönigungen könnte er nicht darüber schreiben.

### Die Winterbienen erobern Deutschland zurück
Egidius wird nach seinem Tod mit seinen Winterbienen vereint und so von seinem Fluch befreit. Außerdem eroberte er den deutschen Sprachraum von den Nazis zurück. In den folgenden Paragraphen wird diese Interpretation anhand von Interpretationsansätzen plausibilisiert.

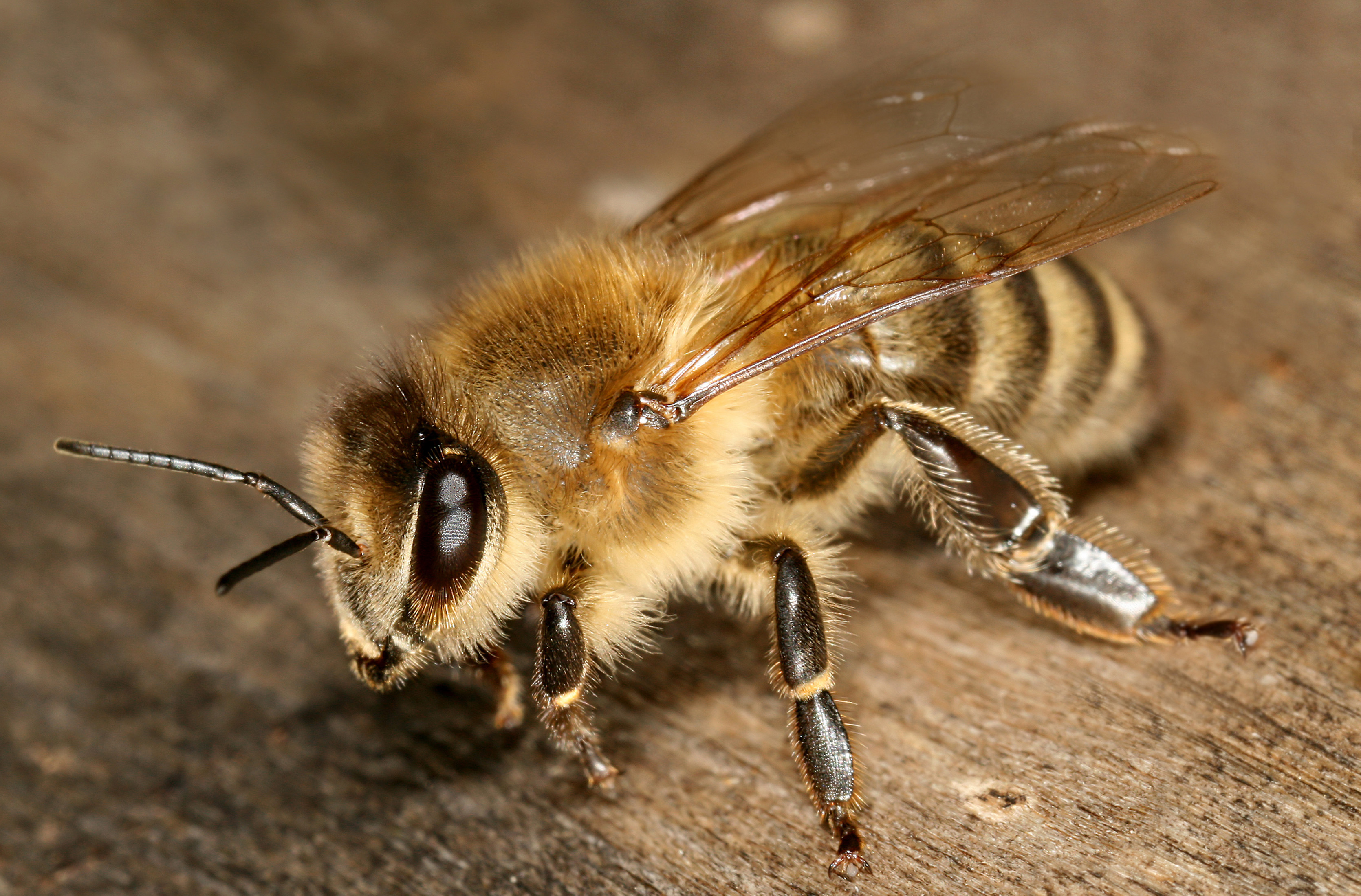
Apis Mellifera Carnica

#### Fluch der Benediktiner
Ambrosius wurde von den Benediktinern für sein unzüchtiges Verhalten verflucht: Er und seine Nachkommen sollen Hunger und Durst erleiden, keinen ruhigen Unterschlupf finden, durch Flammenschwert und Lanze verfolgt werden und in der Hölle Pech trinken, sodass Feuer aus Ohren und Nase entweicht (S. 301). Dieser Fluch wird in Form des Krieges auf Egidius übertragen. Würde er als Biene wiedergeboren werden, wäre er aufgrund der Erbsündenlosigkeit der Bienen im Christentum (S. 34) von seinem Fluch befreit.

#### Mit den Bienen eins werden
In der ägyptischen Mythologie begleiten die Bienen die Seelen der Verstorbenen zum Himmel. So träumt Egidius selbst: „Später liege ich auf der Wiese, sehe zu ihnen hinauf, körperlos, nur noch Geist, weil sie alle, jede Einzelne von ihnen, ein Stückchen von mir mit in den Himmel genommen haben. Ich bin gerettet.“(S. 199). Bevor er schließlich durch die implizierte Detonation einer Tellermine in tausend Stücke zerfetzt wurde, flogen die Bienen los und nahmen Egidius mit sich. Scheuer erklärt: „Das ist im Grunde auch angelegt in der Theologie des Cusanus, der sagt, dass das Eine in Allem ist. Man könnte es so interpretieren, dass am Ende der Geschichte Egidius in Allem aufgegangen ist“. Diese Philosophie kann man an diversen Stellen des Textes erkennen (z. B. S. 83).

#### Wachs
Im Text wird beschrieben wie Ambrosius die Bienen verwendet, um Cusanus Herz einzubalsamieren (S. 299–300), sprich, es zu verschließen. Daraus kann interpretiert werden, dass sich Ambrosius nicht auf eine Frau festlegen konnte, da auch sein Herz durch die Bienen verschlossen war. Diese Eigenschaft teilt er mit Egidius.

#### Ambrosius Arimond
Ambrosius kommt aus dem griech. und bedeutet unter anderem „Der Unsterbliche“. Daraus kann man interpretieren, dass Egidius eine Reinkarnation von Ambrosius ist. Beide scheinen keine permanente Bindung eingehen zu können aufgrund ihres versiegelten Herzens. Zudem hilft kaltes Gletscherwasser gegen Egidius Epilepsie (S. 40). Dieses Wasser steht durch das spirituelle Erlebnis von Ambrosius am Gletschersee in einem speziellen Zusammenhang zu ihm (S. 275–276).

#### Winterbienen
Die Apis mellifera Carnica, auch Kärntner Biene, ist eine Bienenart, die gut mit heißen Sommern und kalten Wintern zurechtkommt. Nach dieser Eigenschaften wurde wahrscheinlich dieser Text betitelt. In den Jahren nach dem Zweiten Weltkrieg verdrängt diese Bienenart fast vollständig die Dunkle Europäische Biene im deutschsprachigen Raum. Letztere besitzen einen schwarzen Chitinpanzer. Deshalb könnten die Dunklen Europäischen Bienen für die schwarz uniformierten Nazis stehen und die Winterbienen für die guten, die sich gegen die Nazis einsetzen.

#### Cusanus
Cusanus eigentlicher Name lautet Nikolaus von Kues. Nikolaus kommt aus dem griechischen von Nίkē für „Sieg“ und von Láos für „Volk“ oder „Kriegsvolk“. Sein Name bedeutet also in etwa „siegreiches Kriegsvolk von Kues“. Kues liegt in der Nähe des Handlungsorts Urft. Mit dem „siegreichen Kriegsvolk von Kues“ könnten Ambrosius Bienen gemeint sein, welche nach dem Zweiten Weltkrieg die Dunkle Europäischen Biene vertreiben und ihren Platz einnehmen.
Verbindet man die oben erreichten Erkenntnisse mit der Tatsache, dass die Bienen im Hinduismus als die Inkarnationen Vishnus (welcher gegen Dämonen kämpft), und als Liebesboten gelten, mit der Schutzfunktion der Bienen in der ägyptischen Mythologie, so könnte man interpretieren, dass Egidius als das Kollektiv der Winterbienen wiedergeboren wurden und die Nazis vertrieb.

### Krieg der pure Wahnsinn
Da Egidius seine Antiepileptika ausgehen, wird er immer wieder von starken Anfällen heimgesucht, die ihn nahezu in den Wahnsinn treiben. In Verbindung dazu steht der Wahnsinn des Krieges, welcher immer näher kommt. Dies erklärt auch Scheuer: „Wenn man einen epileptischen Anfall hat, vermengen sich Wirklichkeit und Phantasie“ und „man kann nicht unterscheiden. Und je länger die Anfälle dauern, umso wahnsinniger wird der Epileptiker. Der Krieg ist ja auch eine wahnsinnige Veranstaltung. Diese beiden Momente vermengen sich im Roman. Der Krieg entsteht im Gehirn von Egidius Arimond und außen. Und so wird das Ganze in der Absurdität noch einmal gesteigert“.

#### Alfons Arimond
Alfons bedeutet „bereit für den Krieg“, was auch so scheint, da er wehrtauglich und gleichzeitig ein Fliegerass ist im Gegensatz zu seinem Bruder.

#### Maria
Maria bedeutet „Meer“ oder „Geliebte“. Sie ist die Geliebte, die durch die Wachsschicht zu Egidius Herz vorgedrungen ist. Man könnte einen Zusammenhang zwischen der ersten Namensbedeutung (Meer) und dem Gletschersee interpretieren (S. 275–276). Sie ähnelt der lieben Mutter von Ambrosius und ist deswegen in der Lage, in Egidius Herz vorzudringen.

#### Egidius Arimond
Egidius kommt aus dem altgriechischen und bedeutet „der Schildhalter“, also jemand der andere beschützt. Daraus kann man interpretieren, dass er den Flüchtlingen zumindest nicht nur aus Eigennutz geholfen hat. Sonst hätte er dem Amerikaner, Steward, auch nicht ohne Gegenleistung zur Flucht geholfen. Gleichzeitig trägt auch einer der 14 Nothelfer den Namen Ägidius, was ein weiterer Hinweis auf seine Gutmütigkeit ist.

## Nominierungen und Auszeichnungen
- 2019: Deutscher Buchpreis (Shortlist)
- 2019: Wilhelm-Raabe-Literaturpreis
- 2020: Evangelischer Buchpreis